# Dijála (řeka)
Dijála (arabsky نهر ديالى‎, kurdsky Serwan) je řeka v Iráku (Dijála). Prameny jejich zdrojnic se nacházejí v Íránu. Je to levý přítok Tigridu. Je 231 km dlouhá (včetně zdrojnice až 445 km). Povodí má rozlohu 30 000 km².

## Průběh toku
Řeka vzniká soutokem zdrojnic Serwan a Elvend, které pramení v pohoří Zagros. Na dolním toku protéká Mezopotámskou nížinou. Do Tigridu ústí rozsáhlou úrodnou deltou.

## Vodní stav
Vodnost řeky je nejvyšší na jaře, v létě hladina klesá a stoupá opět v zimě. Průměrný roční průtok na dolním toku činí 130 m³/s.

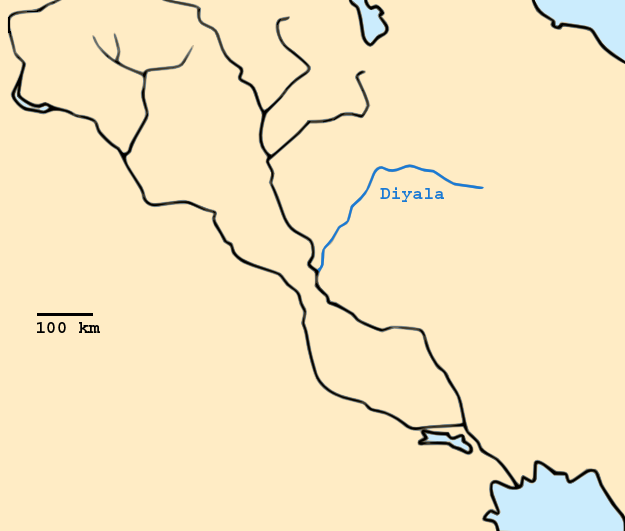

## Využití
Využívá se ve velké míře na zavlažování.